# Cosimo Buonarroti
Cosimo Buonarroti (Bastia, 5 de noviembre de 1790-Florencia, 2 de febrero de 1858) fue un noble y político florentino, pariente del celebérrimo artista Miguel Ángel.

## Biografía
Fue uno de los hijos del matrimonio formado por Filippo Buonarroti y Elisabetta Conti. Nació en Córcega debido a las ideas políticas de su padre, que había decidido trasladarse a territorio francés tras el estallido de la Revolución Francesa. Por parte de su padre, Cosimo pertenecía a una de las familias nobles de la ciudad de Florencia.
Tuvo cuatro hermanas:
- Giovanna
- Carolina
- Faustina, casada con Domenico Sturli.
- Antonia, casada con Giovanni del Testa.

Tras la restauración del gran ducado de Toscana en 1814, Cosimo recuperó las propiedades de su familia por orden de Fernando III de Toscana. Posteriormente se distinguió como hombre público en Florencia y el resto del gran ducado.
Fue consejero de la Real Consulta, órgano del orden judicial del gran ducado. En 1852 fue nombrado ministro de Instrucción Pública en la década de 1850.
En 1846 había contraído matrimonio con la noble véneta Rosa Vendramin, con quién no tuvo hijos.
A su muerte legó la casa familiar de Florencia a esta ciudad. La casa estaba ricamente decorada por Miguel Ángel el Joven, sobrino del artista Miguel Ángel y contaba con colecciones que incluían obras de arte de este último. Este legado fue objeto de distintos pleitos por parte de las hermanas de Cosimo, pero finalmente se votaron a favor de la ciudad de Florencia.